# Collio Goriziano Pinot Nero riserva
Le Collio Goriziano Pinot Nero riserva (ou Collio Pinot Nero riserva) est un vin rouge italien de la région Frioul-Vénétie Julienne doté d'une appellation DOC depuis le 3 novembre 1989. Seuls ont droit à la DOC les vins récoltés à l'intérieur de l'aire de production définie par le décret. Les vignobles autorisés se situent dans la province de Gorizia dans les communes et hameaux de Brazzano, Capriva del Friuli, Cormons - Plessiva, Dolegna del Collio, Farra d'Isonzo, Lucinico, Mossa, Oslavia, Ruttars et San Floriano del Collio.
Vieillissement minimum légal : 3 ans.
Le Collio Goriziano Pinot Nero riserva répond à un cahier des charges plus exigeant que le Collio Goriziano Pinot Nero, essentiellement en relation avec le vieillissement.

## Caractéristiques organoleptiques
- couleur: rouge rubis plus ou moins intense.
- odeur: caractéristique, intense
- saveur: sec, agréable, velouté

Le Collio Goriziano Pinot Nero riserva se déguste à une température comprise entre 14 et 16 °C. Il se gardera 3 - 6 ans.

## Production
Province, saison, volume en hectolitres :
- pas de données disponibles